# موت أعزب (ألبوم)
موت أعزب (بالإنجليزية: Death of a Bachelor)‏ هو خامس ألبوم استوديو لبانيك! آت ذا ديسكو وأول ألبوم لها بصفتها مشروعا منفردا، وأصدرتها فيولد باي رامن ودي سي دي 2 ريكوردز يوم 15 يناير 2016. هو الألبوم اللاحق لألبوم الاستوديو الرابع للفرقة «غريب جدا ليعيش، نادر جدا ليموت!» (2013)، وقد كتبه وسجله المغني/عازف عدة آلات برندن يوري مع كاتبين خارجيين. هو أول ألبوم للفرقة لا يساهم فيه قارع الطبول سبينسر سميث ويأتي بعد مغادرة عازف البيس دالون ويكس للتشكيلة الرسمية للفرقة، بحيث أصبح عضو جولات ثانية.
بلغ «موت أعزب» الرتبة الأولى في لائحة بيلبورد 200 الأمريكية، بحيث باع 190000 وحدة ونتج عنه أفضل أسبوع مبيعات للفرقة وأول ألبوم لها يبلغ الرتبة الأولى.  حصل الألبوم على شهادتين بلاتينيتين من طرف رابطة صناعة التسجيلات الأمريكية لبيعها 2000000 نسخة على الأقل. رشح لجائزة غرامي لأفضل ألبوم روك في حفل توزيع جوائز الغرامي التاسع والخمسين.

## روابط خارجية
- موت أعزب على موقع ميتاكريتيك (الإنجليزية)
- موت أعزب على موقع أول موفي (الإنجليزية)